# Sorbaronia
Genre
. 
Sorbaronia est un genre de la famille des Rosaceae. C' est un genre hybride qui es situe entre des espèces de Sorbus et de Aronia. L'aire d'origine de cet hybride s'étend de l'est du Canada au nord-est des États-Unis. La formule de l'hybride est Aronia × Sorbus. En outre, × Sorbaronia fallax a été créé artificiellement.

## Description
Le genre Sorbaronia comprend des arbustes qui font l'objet de discussions pour savoir s'il s'agit d'hybrides plutôt que d'espèces à part entière. Comme certains poussent dans des endroits où aucun des parents ne sont présents (la majeure partie du Michigan par exemple), ils pourraient être acceptées comme des espèces à part entière. 
Aronia × prunifolia notamment est un arbuste ramifié nord-américain hybride 'Aronia arbutifolia × Aronia melanocarpa. Il forme des touffes à partir des racines. Les fleurs sont blanches ou roses et produisent des fruits violets. Les fruits sont très astringents - généralement considérés comme peu appétissants - lorsqu'ils sont crus, mais ils peuvent être utilisés pour faire des confitures et des gelées. Le nom commun « Chokeberry » fait référence au fait que la dégustation des fruits crus peut provoquer un étouffement[3].

## Liste des espèces
Selon GBIF (8 septembre 2024) :
- Sorbaronia ×alpina C.K.Schneid.
- Sorbaronia ×arsenii (Britton & Arsène) G.N.Jones
- Sorbaronia ×fallax C.K.Schneid.
- Sorbaronia ×hybrida (Moench) C.K.Schneid.
- Sorbaronia ×jackii Rehder
- Sorbaronia ×kovalevii Mezhenskyj
- Sorbaronia ×monstrosa (Zabel) C.K.Schneid.
- Sorbaronia ×sorbifolia (Poir.) C.K.Schneid.

## Systématique
Le nom correct complet (avec auteur) de ce taxon est Sorbaronia C.K.Schneid..